# Kypello Ellados 1967-1968
La Coppa di Grecia 1967-1968 è stata la 26ª edizione del torneo. La competizione è terminata il 21 luglio 1968. L'Olympiacos ha vinto il trofeo per la tredicesima volta, battendo in finale il Panathīnaïkos.

## Primo turno
| Squadra 1            | Risultato   | Squadra 2                |
| -------------------- | ----------- | ------------------------ |
| Panserraïkos         | 2 – 0       | Ethnikos Alexandroupolis |
| GAS Veria            | 4 – 1       | Pierikos                 |
| Anagennīsī Giannitsa | 1 – 2       | Nikiforos Florina        |
| PAOK                 | 2 – 0       | Makedonikos              |
| Arīs Salonicco       | 1 – 0 (dts) | Thermaïkos Salonicco     |
| Aris Ptolemaida      | 1 – 0 (dts) | Kozani                   |
| Koropi               | ?–?         | Īlioupolī                |
| Egaleo               | 3 – 2 (dts) | Ikaros Atene             |
| Korinthos            | ?–?         | Patrasso                 |
| Atromītos            | ?–?         | ?                        |
| Syro                 | 0 – 1       | Vyzas                    |
| Anagennīsī Karditsa  | 1 – 0       | Olympiakos Volos         |
| Panaitōlikos         | ?–?         | ?                        |
| AO Chania            | ?–?         | Atsalenios Iraklio       |
| Diagoras             | 2 – 0       | Neapoli Pireo            |
| Chalkis              | ?–?         | ?                        |

## Turno addizionale
| Squadra 1          | Risultato | Squadra 2 |
| ------------------ | --------- | --------- |
| Olympiakos Nicosia | 2 – 1     | Korinthos |

Passa automaticamente il turno:
| Squadra         |
| --------------- |
| Panathīnaïkos   |
| Paniōnios       |
| Olympiacos      |
| Ethnikos Pireo  |
| Apollōn Smyrnīs |
| Panachaïkī      |
| Trikala         |
| Īraklīs         |
| Kavala          |
| Ethnikos Pilea  |
| OFI Creta       |
| AEK Atene       |
| Lamia           |
| Proodeftikī     |
| Skoda Xanthi    |
| Panelefsiniakos |

## Sedicesimi di finale
| Squadra 1           | Risultato   | Squadra 2       |
| ------------------- | ----------- | --------------- |
| Proodeftikī         | 0 – 2       | Apollōn Smyrnīs |
| Lamia               | 1 – 2 (dts) | Panathīnaïkos   |
| Koropi              | 0 – 1       | Atromītos       |
| Vyzas               | 1 – 2 (dts) | AEK Atene       |
| Ethnikos Pireo      | 4 – 0       | Egaleo          |
| Anagennīsī Karditsa | 0 – 2       | Olympiacos      |
| Paniōnios           | 4 – 0       | Panaitōlikos    |
| Panachaïkī          | 4 – 2       | Panelefsiniakos |
| AO Chania           | 3 – 2       | OFI Creta       |
| Olympiakos Nicosia  | 3 – 2       | Diagoras        |
| Chalkis             | 2 – 1       | Trikala         |
| Panserraïkos        | 1 – 0       | GAS Veria       |
| Īraklīs             | 1 – 0       | Skoda Xanthi    |
| Nikiforos Florina   | 0 – 2       | PAOK            |
| Arīs Salonicco      | 0 – 0 (dts) | Kavala          |
| Aris Ptolemaida     | 3 – 0       | Ethnikos Pilea  |

## Ottavi di finale
| Squadra 1      | Risultato   | Squadra 2          |
| -------------- | ----------- | ------------------ |
| Panachaïkī     | 2 – 0       | Īraklīs            |
| AO Chania      | 2 – 4 (dts) | Apollōn Smyrnīs    |
| Atromītos      | 1 – 1 (dts) | PAOK               |
| Olympiacos     | 4 – 2       | Olympiakos Nicosia |
| Panathīnaïkos  | 2 – 1       | Chalkis            |
| Arīs Salonicco | 0 – 1       | AEK Atene          |
| Paniōnios      | 4 – 2       | Panserraïkos       |
| Ethnikos Pireo | 3 – 1       | Aris Ptolemaida    |

## Quarti di finale
| Squadra 1       | Risultato   | Squadra 2      |
| --------------- | ----------- | -------------- |
| PAOK            | 1 – 2 (dts) | Panathīnaïkos  |
| Paniōnios       | 0 – 1       | AEK Atene      |
| Panachaïkī      | 3 – 8       | Olympiacos     |
| Apollōn Smyrnīs | 2 – 3 (dts) | Ethnikos Pireo |

## Semifinali
| Squadra 1     | Risultato | Squadra 2      |
| ------------- | --------- | -------------- |
| Panathīnaïkos | 2 – 1     | AEK Atene      |
| Olympiacos    | 2 – 0     | Ethnikos Pireo |

## Finale
| Arbitro: | Aurel Bentu ( Romania) |

|              |           |  |
| Vasiliou 75’ | Marcatori |  |